# Elektra Records
Elektra Records är ett amerikanskt skivbolag som ägs av Warner Music Group, och drivs som en del av Atlantic Records. Det grundades 1950 av Jac Holzman och Paul Rickholt.

## Historia

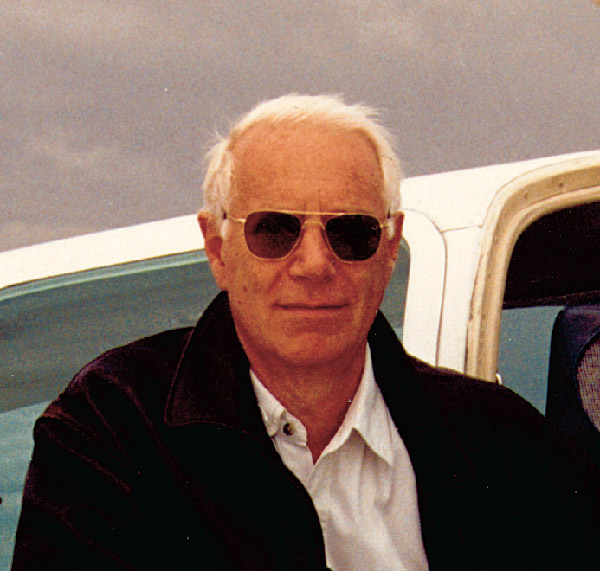
Jac Holzman, en av Elektras grundare

Elektra bildades 1950 av Jac Holzman och Paul Rickholt som båda investerade 300 dollar i bolaget. Till en början sköttes bolaget från Holzmans studentrum vid St. John's College, i Annapolis, Maryland. Under femtio- och början på sextiotalet gav Elektra ut mestadels amerikansk folkmusik, men i mitten på sextiotalet breddades repertoaren till att omfatta pop. Bolaget vad ett av de första som signerade blivande storheter inom psykedelisk rock. 
Love, The Doors och Incredible String Band var tre av Elektras viktigaste tidiga band.
1967 lanserade Elektra sin inflytelserika serie Nonesuch Explorer, som var en av de första samlingarna av vad som idag är känt som världsmusik. Utdrag från flera titlar i serien togs med på Voyagerinspelningarna, som 1977 skickades med rymdsonderna Voyager 1 och Voyager 2 på deras resa ut i universum.

### Elekta/Asylum Records
Elektra köptes 1970 upp av  Kinney National Company, tillsammans med dotterbolaget Nonesuch Records. Köpesumman var 10 miljoner dollar. Kort därefter konsoliderade Kinney sina innehav i skivbolag i bolaget Warner Communications som sedan dess varit Elektras huvudman. Holzman stannade kvar som chef till 1972, då Warner beslutade att slå ihop Elektra med Asylum Records för att bilda bolaget Elektra/Asylum Records. Som chef för det nya bolaget tillsattes David Geffen, som var chef och grundare av Asylum. 1975 hoppade Geffen av för att bilda ett nytt bolag, Geffen Records. 
Med åren började man åter använda Elektra och Asylum marknadsföringsmässigt som olika bolag. 1983 tillsattes Bob Krasnow som chef för Elektra. Under hans ledning fortsatte bolaget sina framgångar.

### Elektra Entertainment
1989 bytte Elektra officiellt namn till "Elektra Entertainment". Krasnow ersattes senare som chef av Sylvia Rhone.
Mot slutet av 1990-talet började bolaget få problem med att lansera listtoppande musik, trots att bolaget hade flera kända band i sitt stall och började också få ett rykte om sig att inte marknadsföra sina band tillräckligt effektivt. Systerbolagen Warner Brothers Records och Atlantic Records var samtidigt betydligt mer framgångsrika.

### Atlantic tar över
I februari 2004 såldes Warner Music Group av sin dåvarande ägare Time Warner till en grupp privata investerare.
För att minska Warners kostnader beslutade de nya ägarna att Elektra och Atlantic skulle slås samman. Eftersom Atlantic var det dominerade av de två, tog det nya bolaget över namnet Atlantic Records. Delar av Elektra kvarstod som ett dotterbolag.
För närvarande är Elektras status som fristående skivbolag något dimhöljt. Warner har inte officiellt tagit ställning till om bolaget skall avvecklas - i deras pressmaterial finns namnet ofta med - men ingen skiva har givits ut med Elektras etikett sedan sammanslagningen med Atlantic. Flertalet av de artister som tidigare fanns hos Elektra har fortsättningsvis givit ut skivor på Atlantic. 

### Elektra blir eget bolag
Den 18 juni 2018 skrev Elektra i ett pressmeddelande att de inte längre är ägda av Atlantic från och med 1 oktober 2018. Istället skulle Elektra bli en del av Elektra Records Group, som även inkluderar skivbolagen Fueled by Ramen, Roadrunner Records, Black Cement och Low Country Sound. Labelgruppens första släpp var albumet Trench av Twenty One Pilots, som släpptes 5 oktober 2018.

## Elektras artister
Exempel på artister som givit ut skivor på Elektra eller Elektras dotterbolag är:

### Elektra

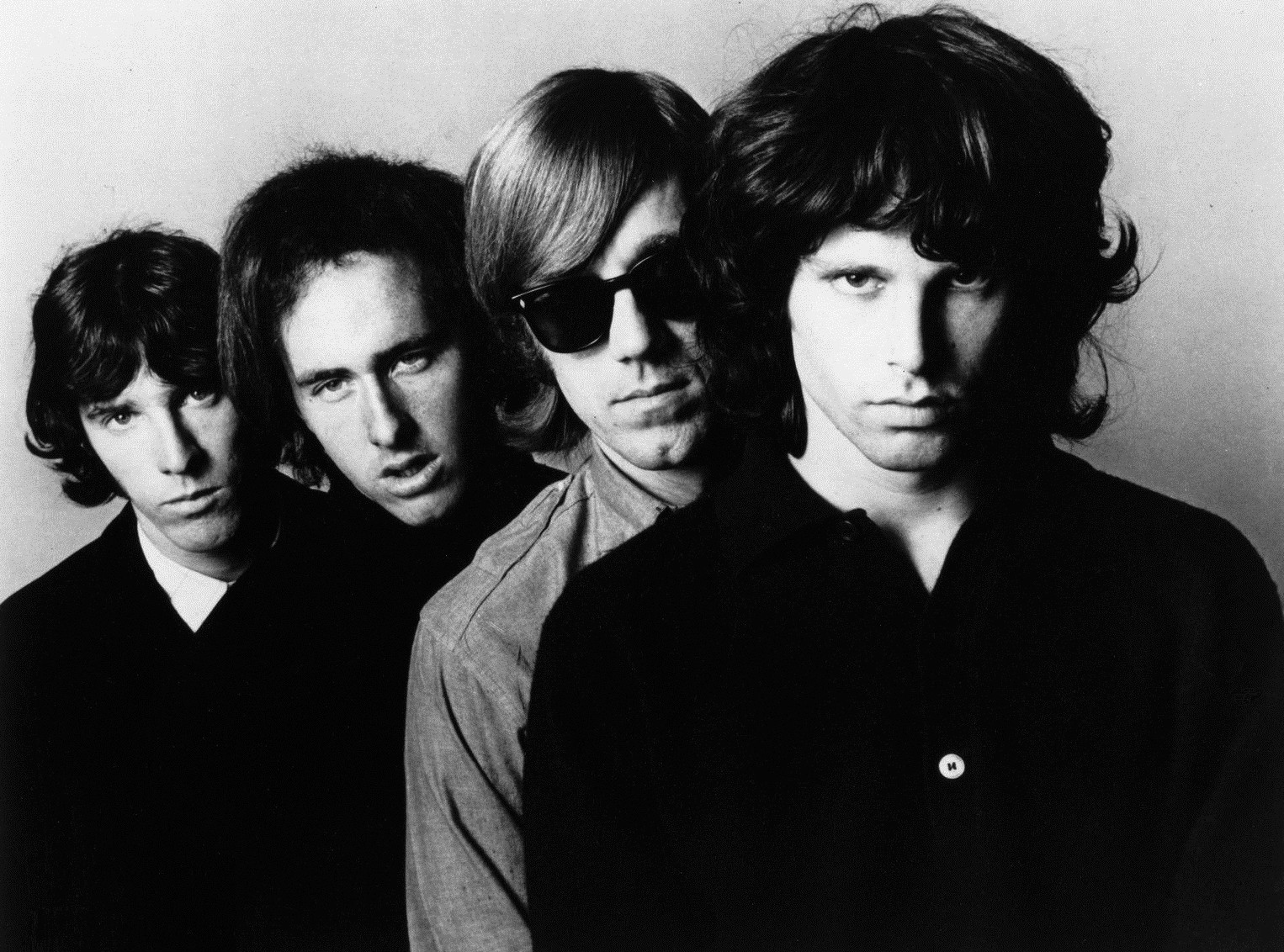
The Doors

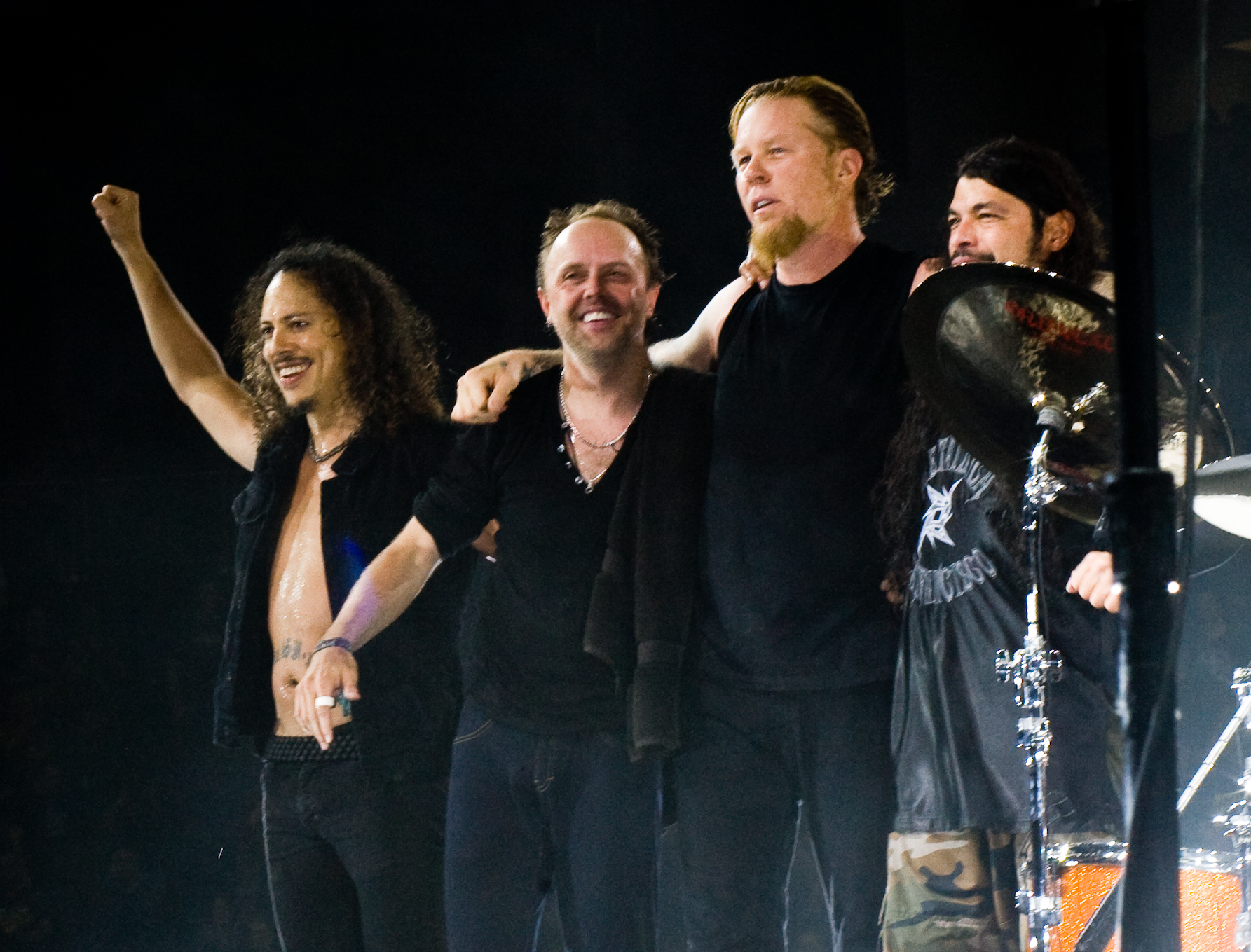
Metallica

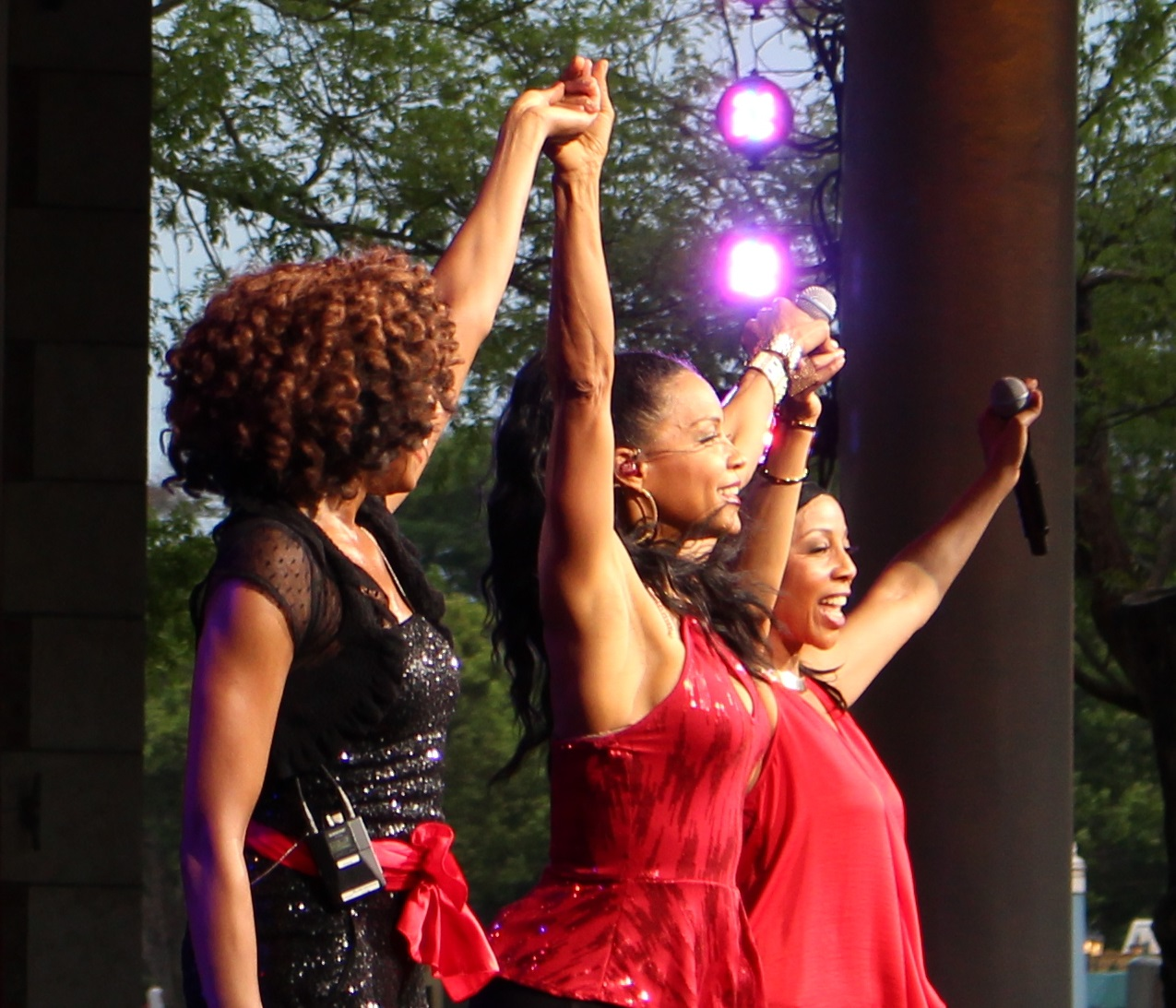
En Vogue

- 10,000 Maniacs
- AC/DC
- The Afghan Whigs
- Bad Company
- Björk
- The Cars
- Tracy Chapman
- The Doors
- Emmylou Harris
- Faster Pussycat
- Huey Lewis and the News
- En Vogue
- Etta James
- MC5
- Metallica
- Mindless Self Indulgence
- Joni Mitchell
- Moby
- Mötley Crüe
- Ol' Dirty Bastard
- Tom Paxton
- Pixies
- The Pogues
- Nina Simone
- The Sisters of Mercy
- Dave Stewart[förtydliga]
- The Stooges
- The Sugarcubes
- Television
- Violent Femmes
- Tom Waits
- Yes
- Incredible String Band

### Asylum Records
- Jackson Browne
- The Eagles

### Hollywood Records
- Freddie Mercury
- George Michael
- Queen

### Fiction Records
- The Cure

### Flipmode Records
- Busta Rhymes
- Rah Digga